# Вильжубер
Вильжубе́р (фр. Villejoubert) — коммуна во Франции, находится в регионе Пуату — Шаранта. Департамент — Шаранта. Входит в состав кантона Сент-Аман-де-Буакс. Округ коммуны — Ангулем.
Код INSEE коммуны — 16412.
Коммуна расположена приблизительно в 380 км к юго-западу от Парижа, в 90 км южнее Пуатье, в 18 км к северу от Ангулема.

## Население
Население коммуны на 2008 год составляло 331 человек.
| 1962 | 1968 | 1975 | 1982 | 1990 | 1999 | 2008 |
| ---- | ---- | ---- | ---- | ---- | ---- | ---- |
| 139  | 127  | 165  | 256  | 279  | 294  | 331  |

## Администрация
| Период | Период | Фамилия      | Партия | Примечания |
| ------ | ------ | ------------ | ------ | ---------- |
| 2001   | 2008   | Рене Мишо    |        |            |
| 2008   | 2014   | Реймон Севри |        | пенсионер  |

## Экономика
В 2007 году среди 219 человек в трудоспособном возрасте (15—64 лет) 148 были экономически активными, 71 — неактивными (показатель активности — 67,6 %, в 1999 году было 75,4 %). Из 148 активных работали 140 человек (78 мужчин и 62 женщины), безработных было 8 (2 мужчины и 6 женщин). Среди 71 неактивных 23 человека были учениками или студентами, 25 — пенсионерами, 23 были неактивными по другим причинам.

## Достопримечательности
- Приходская церковь Сен-Лазар, бывший монастырь
  - Бронзовый колокол «Мария» (1634 год). Вес — 60 кг. На колоколе выгравирована надпись: 1634. MARIE. JE SUIS POUR S LAZARRE DE VILLEJOUBERT PARRIN JEAN HORRIC ET MARRINE CATHERINE DANCHE. Исторический памятник с 1944 года[3]
- Поместье Бар (фр., XVI век). Исторический памятник с 1990 года[4]
- Галло-римские укрепления (раннее средневековье). Исторический памятник с 1986 года[5]

## Фотогалерея

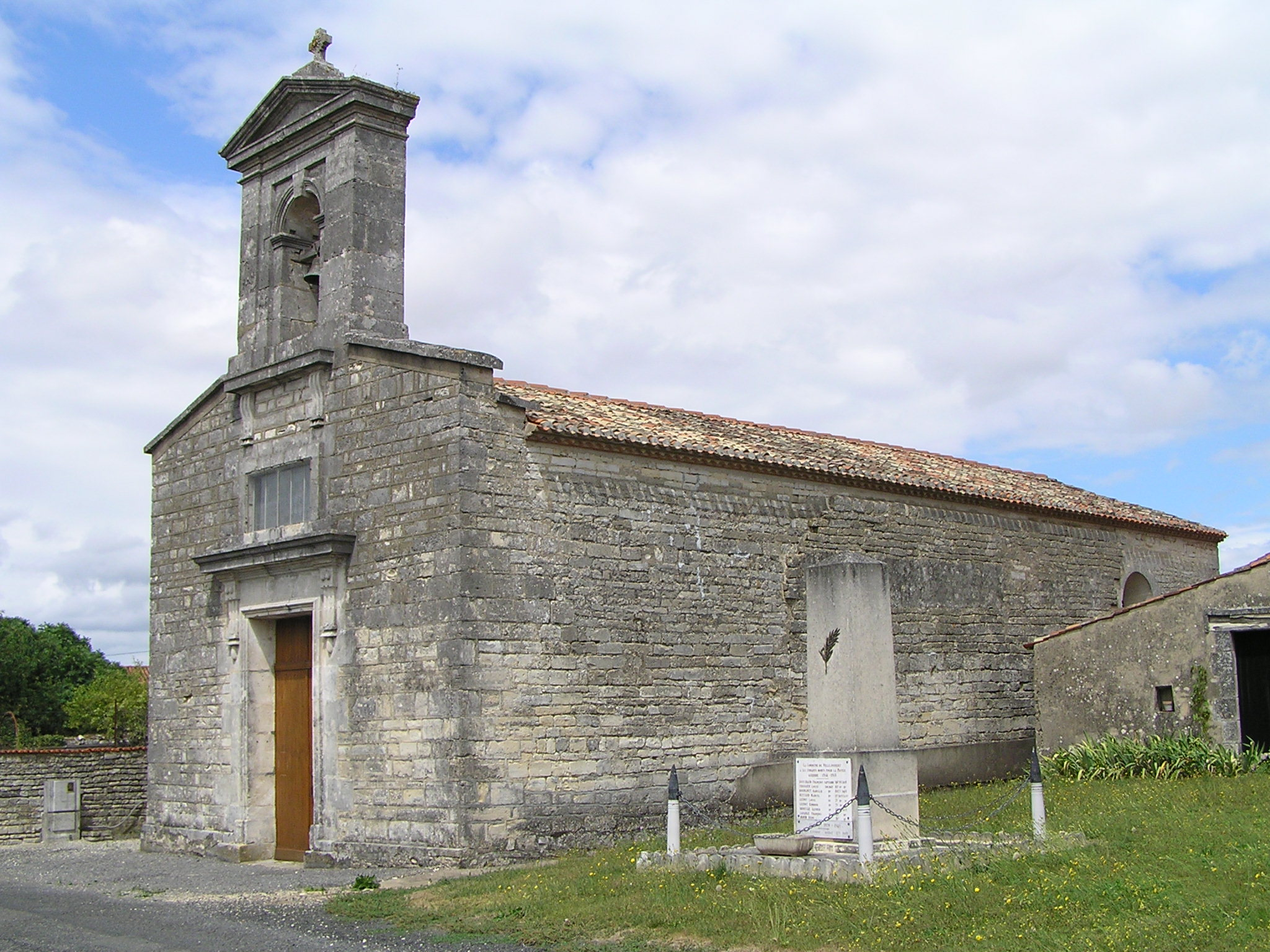
Церковь Сен-Лазар и военный мемориал
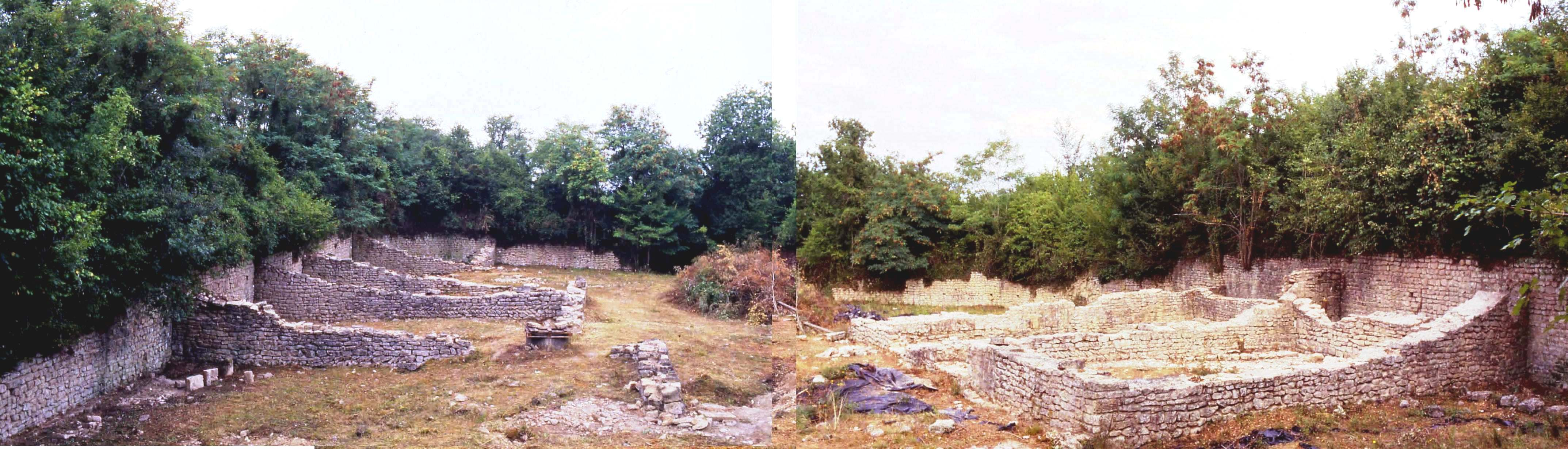
Галло-римские укрепления
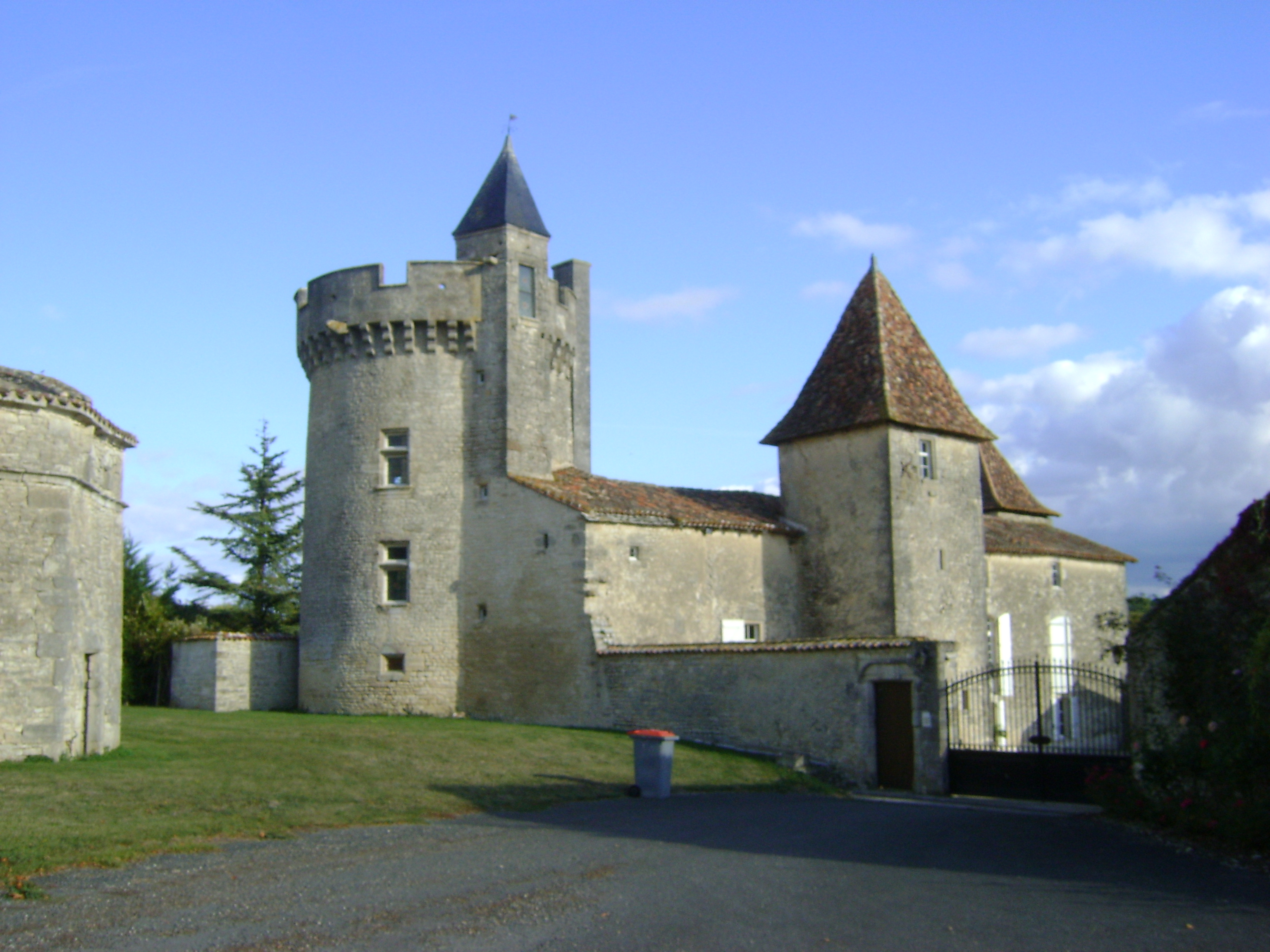
Поместье Бар